# Fengtian, Fujian
Fengtian (kinesiska: 丰田) är en köping i sydöstra Kina. Den ligger i Nanjing härad i staden Zhangzhou i provinsen Fujian, omkring 250 kilometer sydväst om provinshuvudstaden Fuzhou. Antalet invånare är 10301. Befolkningen består av 4 874 kvinnor och 5 427 män. Barn under 15 år utgör 13,0 %, vuxna 15-64 år 77 %, och äldre över 65 år 8,0 %.